# Sinafía
La sinafia o sinafía (del griego συνάφεια, "adhesión") es una licencia del verso en la métrica española que se da comúnmente hasta fines del siglo XV y más raramente después; es un caso particular de sinalefa que se da entre versos.

## Concepto
Cuando existe sinalefa entre la vocal final de un verso que termina en palabra llana y la vocal inicial de la primera sílaba del verso siguiente, se le llama a tal licencia poética sinafía. Esta licencia se emplea cuando al menos uno de los dos versos es corto, por ejemplo entre octosílabos y tetrasílabos, y se explica por la falta de autonomía tonal del verso corto. Por ejemplo, entre "alteza" y "en" en estos versos de Jorge Manrique: "¡Por cuantos vías y modos / se pierde su gran alteza / 'n esta vida!" (8a, 8b, 4c).

## Historia
La sinafia o sinafía se daba ya en la métrica grecolatina; su descubrimiento se atribuye a Richard Bentley y es relativamente frecuente en Horacio:

Iliae dum se nimium querenti

iactat ultorem, vagus et sinistra

labitur ripa Iove probante u-

-xoris amnis.
(Horacio, Odas, I, 2, vv.17-20)

En la castellana fue usada en el mester de clerecía del siglo XIV (Juan Ruiz) y por la lírica cancioneril del siglo XV (Marqués de Santillana, Jorge Manrique); casi desapareció en la métrica italianizante el siglo XVI, aunque la registra Antonio de Nebrija, y volvió a tener algún uso en el siglo XVII, cuando la mencionan el teórico Juan Díaz Rengifo en 1606 y Juan Caramuel en 1665 y la emplean poetas como Luis Vélez de Guevara, Pedro Calderón de la Barca o Bernardino de Rebolledo; ya no se volvió a utilizar hasta el siglo XX, cuando  podemos citar estos dos endecasílabos de Blas de Otero: "Madrid está buscándote en la noche / 'ncabritada de bélicas estrellas" y algunos poemas de Juan Ramón Jiménez.